# Verner von Heidenstam
Carl Gustaf Verner von Heidenstam (Olshammar, 1859. július 6. – Övralid, 1940. május 20.) svéd költő és író, akit 1916-ban Nobel-díjjal tüntettek ki „elismerve jelentőségét irodalmunk új korszakának vezető képviselőjeként”. A Nobel-díj hivatalos honlapján szereplő életrajz szerint „Már első verseiben új utakat nyitott a képzelet és forma számára; és későbbi kötetei többségükben a líra mesterműveit tartalmazzák. Nem kevésbé jelentős - de nagy terjedelménél fogva sokkal hatásosabb - prózai munkássága.”

## Művei
- Från Col di Tenda till Blocksberg (1888)
- Vallfart och vandringsår (1888)
- Renässans (1889)
- Endymion (1889, regény) magyarul Endymion (1918)
- Hans Alienus (1892)
- Dykter (1895)
- Karolinerna (1897-98, regény)
- Sankt Göran och draken (1900)
- Heliga Birgittas pilgrimsfärd (1901)
- Ett folk (1902)
- Skogen susar (1904)
- Folkunga Trädet (1905-1907)
- Svenskarna och deras hövdingar (történelmi írások, 1910)
- Nya Dikter (1915)

## Magyarul
- Endymion. Regény Damaszkusról; ford. Leffler Béla; Kner, Gyoma, 1918
- Szent György és a sárkány. Történeti elbeszélések; ford. Leffler Béla; Franklin, Bp., 1918 (Olcsó könyvtár)
- Endümion. Regény Damaszkuszról; ford. Leffler Béla; Metropolis Media, Bp., 2011 (Irodalmi Nobel-díjasok könyvtára)